# Élections cantonales partielles françaises en 2000
Plusieurs élections cantonales partielles se sont tenues en France en 2000.

## Synthèse
| Dates de l'élection          | Département          | Canton                     | Conseiller sortant    | Parti | Parti | Conseiller élu         | Parti | Parti | Raison             | Raison |
| ---------------------------- | -------------------- | -------------------------- | --------------------- | ----- | ----- | ---------------------- | ----- | ----- | ------------------ | ------ |
| 23 et 30 janvier 2000        | Côte-d'Or            | Dijon-4                    | Roland Carraz         |       | MDC   | Pierre Pertus          |       | MDC   | Décès              |        |
| 23 et 30 janvier 2000        | Doubs                | Pontarlier                 | André Cuinet          |       | DL    | Claude Dussouillez     |       | RPR   | Démission d'office |        |
| 23 et 30 janvier 2000        | La Réunion           | Saint-Paul-2               | Joseph Sinimalé       |       | RPR   | Cyrille Melchior       |       | UDF   | Démission          |        |
| 30 janvier 2000              | Landes               | Mugron                     | Christian Pontarrasse |       | PS    | Henri Emmanuelli       |       | PS    | Démission          |        |
| 30 janvier et 6 février 2000 | Ardennes             | Flize                      | Jacques Habran        |       | DVG   | Hugues Mahieu          |       | PS    | Décès              |        |
| 14 et 21 mai 2000            | Haut-Rhin            | Illzach                    | Jean-Jacques Weber    |       | UDF   | Bernard Notter         |       | UDF   | Démission          |        |
| 14 et 21 mai 2000            | Saône-et-Loire       | Palinges                   | Paul Nigay            |       | RPR   | Paul Pluchaud          |       | DVD   | Décès              |        |
| 21 et 28 mai 2000            | Corse-du-Sud         | Ajaccio-7                  | Félix Luciani         |       | PS    | Jean-Louis Luciani     |       | PRG   | Décès              |        |
| 21 et 28 mai 2000            | Manche               | Équeurdreville-Hainneville | René Sébire           |       | PS    | Pierre Bihet           |       | PS    | Décès              |        |
| 21 et 28 mai 2000            | Jura                 | Poligny                    | Michel Meunier        |       | RPR   | Jean-François Gaillard |       | DVD   | Décès              |        |
| 21 et 28 mai 2000            | Pyrénées-Atlantiques | Saint-Étienne-de-Baïgorry  | Marcel Monlong        |       | DVD   | Gabriel Dermit         |       | UDF   | Décès              |        |
| 28 mai et 4 juin 2000        | Seine-Maritime       | Doudeville                 | Gérard Ducastel       |       | UDF   | Louison Tartarin       |       | DVD   |                    |        |
| 28 mai et 4 juin 2000        | Seine-Maritime       | Grand-Couronne             | Marc Massion          |       | PS    | Laurent Fabius         |       | PS    | Démission          |        |
| 10 décembre 2000             | Nièvre               | Luzy                       | Marcel Joyeux         |       | DVD   | Jean-Louis Rollot      |       | PS    | Décès              |        |
| 10 et 17 décembre 2000       | Loire                | Firminy                    | Antoine Petit         |       | PCF   | Marc Petit             |       | PCF   | Décès              |        |
| 10 et 17 décembre 2000       | Loire                | Saint-Germain-Laval        | Bernard Roire         |       | DVD   | André Cellier          |       | DVD   | Décès              |        |

## Résultats

### Canton de Dijon-4(Côte-d'Or)
| Candidat                                                     | Candidat         | Parti          | Premier tour | Premier tour | Second tour | Second tour |
| Candidat                                                     | Candidat         | Parti          | Voix         | %            | Voix        | %           |
| ------------------------------------------------------------ | ---------------- | -------------- | ------------ | ------------ | ----------- | ----------- |
|                                                              | Pierre Pertus    | MDC            | 1 442        | 48,54        | 2 007       | 66,72       |
|                                                              | Jean Perrin      | CNI            | 558          | 18,78        | 1 001       | 33,28       |
|                                                              | Charles Cavin    | FN             | 421          | 14,17        |             |             |
|                                                              | Isabelle Graptin | PCF            | 243          | 8,18         |             |             |
|                                                              | François Thierot | MNR            | 180          | 6,06         |             |             |
|                                                              | Élise Manuelian  | LCR            | 127          | 4,27         |             |             |
|                                                              |                  |                |              |              |             |             |
| Inscrits                                                     | Inscrits         | Inscrits       | 11 131       | 100,00       | 11 131      | 100,00      |
| Abstentions                                                  | Abstentions      | Abstentions    | 8 092        | 72,70        | 8 004       | 71,91       |
| Votants                                                      | Votants          | Votants        | 3 039        | 27,30        | 3 127       | 28,09       |
| Blancs ou nuls                                               | Blancs ou nuls   | Blancs ou nuls | 68           | 2,24         | 119         | 3,80        |
| Exprimés                                                     | Exprimés         | Exprimés       | 2 971        | 97,76        | 3 008       | 96,19       |
| Source : Le Monde, éditions des 25 janvier et 2 février 2000 |                  |                |              |              |             |             |

### Canton de Pontarlier(Doubs)
| Candidat                                                     | Candidat           | Parti          | Premier tour | Premier tour | Second tour | Second tour |
| Candidat                                                     | Candidat           | Parti          | Voix         | %            | Voix        | %           |
| ------------------------------------------------------------ | ------------------ | -------------- | ------------ | ------------ | ----------- | ----------- |
|                                                              | Christian Bouday   | PS             | 1 513        | 22,33        | 3 519       | 41,48       |
|                                                              | Claude Dussouillez | RPR            | 1 481        | 21,86        | 4 964       | 58,52       |
|                                                              | Catherine Toulet   | Verts          | 703          | 10,37        |             |             |
|                                                              | Philippe Henriet   | RPF            | 689          | 10,17        |             |             |
|                                                              | Gabriel Jacquot    | DVD            | 610          | 9,00         |             |             |
|                                                              | Alain Boissière    | DVD            | 405          | 5,98         |             |             |
|                                                              | Jean-Luc Bart      | FN             | 360          | 5,31         |             |             |
|                                                              | Louis Long         | UDF            | 341          | 5,03         |             |             |
|                                                              | Jean-Yves Bouveret | MDC            | 232          | 3,42         |             |             |
|                                                              | Jacques Cézard     | MNR            | 205          | 3,03         |             |             |
|                                                              | Alain Vuillaume    | PCF            | 194          | 2,86         |             |             |
|                                                              | Jacques André      | PF             | 43           | 0,63         |             |             |
|                                                              |                    |                |              |              |             |             |
| Inscrits                                                     | Inscrits           | Inscrits       | 20 532       | 100,00       | 20 525      | 100,00      |
| Abstentions                                                  | Abstentions        | Abstentions    | 13 378       | 65,16        | 11 478      | 55,92       |
| Votants                                                      | Votants            | Votants        | 7 154        | 34,84        | 9 047       | 44,08       |
| Blancs ou nuls                                               | Blancs ou nuls     | Blancs ou nuls | 378          | 5,28         | 564         | 6,23        |
| Exprimés                                                     | Exprimés           | Exprimés       | 6 776        | 94,71        | 8 483       | 93,76       |
| Source : Le Monde, éditions des 25 janvier et 2 février 2000 |                    |                |              |              |             |             |

### Canton de Saint-Paul-2(La Réunion)
| Candidat                                                     | Candidat             | Parti          | Premier tour | Premier tour | Second tour | Second tour |
| Candidat                                                     | Candidat             | Parti          | Voix         | %            | Voix        | %           |
| ------------------------------------------------------------ | -------------------- | -------------- | ------------ | ------------ | ----------- | ----------- |
|                                                              | Jean-Marc Bénard     | DVD            | 1 365        | 31,31        | 2 272       | 45,51       |
|                                                              | Cyrille Melchior     | UDF (RPR)      | 1 054        | 24,18        | 2 720       | 54,49       |
|                                                              | Yvette Myrthe-Hoarau | PCR            | 659          | 15,12        |             |             |
|                                                              | Jean-Claude Bénard   | DVD            | 380          | 8,72         |             |             |
|                                                              | Christian Félicité   | DVG            | 299          | 6,86         |             |             |
|                                                              | Désiré Barillet      | DIV            | 245          | 5,62         |             |             |
|                                                              | Jean-Yves Babet      | PS             | 143          | 3,28         |             |             |
|                                                              | Georges Rivière      | DVD            | 98           | 2,25         |             |             |
|                                                              | Alain Apaya          | DIV            | 76           | 1,74         |             |             |
|                                                              | Richeville Melchior  | DIV            | 40           | 0,92         |             |             |
|                                                              |                      |                |              |              |             |             |
| Inscrits                                                     | Inscrits             | Inscrits       | 9 299        | 100,00       | 9 299       | 100,00      |
| Abstentions                                                  | Abstentions          | Abstentions    | 4 710        | 50,65        | 3 918       | 42,13       |
| Votants                                                      | Votants              | Votants        | 4 589        | 49,35        | 5 381       | 57,87       |
| Blancs ou nuls                                               | Blancs ou nuls       | Blancs ou nuls | 230          | 5,01         | 389         | 7,23        |
| Exprimés                                                     | Exprimés             | Exprimés       | 4 359        | 94,99        | 4 992       | 92,77       |
| Source : Le Monde, éditions des 26 janvier et 8 février 2000 |                      |                |              |              |             |             |

### Canton de Mugron(Landes)
|                                                | Henri Emmanuelli    | PS             | 1 755 | 76,97  |  |  |
|                                                | Jean-Pierre Lafitte | PCF            | 372   | 16,32  |  |  |
|                                                | Hélène Rochefort    | FN             | 153   | 6,71   |  |  |
|                                                |                     |                |       |        |  |  |
| Inscrits                                       | Inscrits            | Inscrits       | 4 376 | 100,00 |  |  |
| Abstentions                                    | Abstentions         | Abstentions    | 1 615 | 36,91  |  |  |
| Votants                                        | Votants             | Votants        | 2 761 | 63,09  |  |  |
| Blancs ou nuls                                 | Blancs ou nuls      | Blancs ou nuls | 481   | 17,42  |  |  |
| Exprimés                                       | Exprimés            | Exprimés       | 2 280 | 82,58  |  |  |
| Source : Le Monde, édition du 1er février 2000 |                     |                |       |        |  |  |

### Canton de Flize(Ardennes)
| Candidat                                            | Candidat         | Parti          | Premier tour | Premier tour | Second tour | Second tour |
| Candidat                                            | Candidat         | Parti          | Voix         | %            | Voix        | %           |
| --------------------------------------------------- | ---------------- | -------------- | ------------ | ------------ | ----------- | ----------- |
|                                                     | Michel Dulin     | DVD            | 635          | 22,03        | 1 219       | 46,62       |
|                                                     | Hugues Mahieu    | PS             | 621          | 21,54        | 1 396       | 53,38       |
|                                                     | Jacques Pigorot  | DVG            | 469          | 16,27        |             |             |
|                                                     | Francis Saudé    | DIV            | 312          | 10,82        |             |             |
|                                                     | Christian Chemin | DVG            | 284          | 9,85         |             |             |
|                                                     | Marc Petrisot    | PCF            | 174          | 6,04         |             |             |
|                                                     | Éric Samyn       | FN             | 161          | 5,58         |             |             |
|                                                     | Serge Moretto    | DVG            | 150          | 5,20         |             |             |
|                                                     | Philippe Fesneau | MNR            | 77           | 2,67         |             |             |
|                                                     |                  |                |              |              |             |             |
| Inscrits                                            | Inscrits         | Inscrits       | 7 274        | 100,00       | 7 272       | 100,00      |
| Abstentions                                         | Abstentions      | Abstentions    | 4 233        | 58,19        | 4 435       | 60,99       |
| Votants                                             | Votants          | Votants        | 3 041        | 41,81        | 2 837       | 39,01       |
| Blancs ou nuls                                      | Blancs ou nuls   | Blancs ou nuls | 158          | 5,19         | 222         | 7,82        |
| Exprimés                                            | Exprimés         | Exprimés       | 2 883        | 94,80        | 2 615       | 92,17       |
| Source : Le Monde, éditions des 2 et 8 février 2000 |                  |                |              |              |             |             |

### Canton d'Illzach(Haut-Rhin)
| Candidat                                          | Candidat               | Parti          | Premier tour | Premier tour | Second tour | Second tour |
| Candidat                                          | Candidat               | Parti          | Voix         | %            | Voix        | %           |
| ------------------------------------------------- | ---------------------- | -------------- | ------------ | ------------ | ----------- | ----------- |
|                                                   | Bernard Notter         | UDF            | 2 602        | 31,77        | 3 886       | 55,87       |
|                                                   | Jean-Marie Gérardin    | RPR            | 1 888        | 23,06        | 3 069       | 44,13       |
|                                                   | Marie-Antoinette Ferré | PS             | 1 368        | 16,71        |             |             |
|                                                   | Roland Jener           | FN             | 758          | 9,26         |             |             |
|                                                   | Jean Vonfelt           | DVD            | 670          | 8,18         |             |             |
|                                                   | Roland Thévenot        | MNR            | 511          | 6,24         |             |             |
|                                                   | Djamila Sonzogni       | Verts          | 392          | 4,79         |             |             |
|                                                   |                        |                |              |              |             |             |
| Inscrits                                          | Inscrits               | Inscrits       | 22 734       | 100,00       | 22 734      | 100,00      |
| Abstentions                                       | Abstentions            | Abstentions    | 13 532       | 59,52        | 14 863      | 65,38       |
| Votants                                           | Votants                | Votants        | 9 202        | 40,48        | 7 871       | 34,62       |
| Blancs ou nuls                                    | Blancs ou nuls         | Blancs ou nuls | 1 013        | 11,01        | 916         | 11,64       |
| Exprimés                                          | Exprimés               | Exprimés       | 8 189        | 88,99        | 6 955       | 88,36       |
| Source : Le Monde, éditions des 17 et 23 mai 2000 |                        |                |              |              |             |             |

### Canton de Palinges(Saône-et-Loire)
| Candidat                                          | Candidat         | Parti          | Premier tour | Premier tour | Second tour | Second tour |
| Candidat                                          | Candidat         | Parti          | Voix         | %            | Voix        | %           |
| ------------------------------------------------- | ---------------- | -------------- | ------------ | ------------ | ----------- | ----------- |
|                                                   | Paul Pluchaud    | DVD            | 931          | 48,54        | 1 135       | 57,12       |
|                                                   | Paul Lorton      | PS             | 602          | 31,39        | 852         | 42,88       |
|                                                   | Daniel Pichon    | DVG            | 314          | 16,37        |             |             |
|                                                   | Christian Launay | FN             | 71           | 3,70         |             |             |
|                                                   |                  |                |              |              |             |             |
| Inscrits                                          | Inscrits         | Inscrits       | 3 152        | 100,00       | 3 152       | 100,00      |
| Abstentions                                       | Abstentions      | Abstentions    | 1 209        | 38,36        | 1 085       | 34,42       |
| Votants                                           | Votants          | Votants        | 1 943        | 61,64        | 2 067       | 65,58       |
| Blancs ou nuls                                    | Blancs ou nuls   | Blancs ou nuls | 25           | 1,28         | 80          | 3,87        |
| Exprimés                                          | Exprimés         | Exprimés       | 1 918        | 98,71        | 1 987       | 96,13       |
| Source : Le Monde, éditions des 17 et 23 mai 2000 |                  |                |              |              |             |             |

### Canton d'Ajaccio-7(Corse-du-Sud)
| Candidat                                          | Candidat           | Parti          | Premier tour | Premier tour | Second tour | Second tour |
| Candidat                                          | Candidat           | Parti          | Voix         | %            | Voix        | %           |
| ------------------------------------------------- | ------------------ | -------------- | ------------ | ------------ | ----------- | ----------- |
|                                                   | Antoine Ottavi     | DVG            | 1 772        | 33,80        | 2 436       | 49,41       |
|                                                   | Jean-Louis Luciani | PS             | 1 716        | 32,73        | 2 494       | 50,59       |
|                                                   | Étienne Ferrandi   | DVG (PCF)      | 1 157        | 22,07        | Retrait     | Retrait     |
|                                                   | Jean-Bernard Stahr | DVD            | 536          | 10,22        |             |             |
|                                                   | Guy Mariaggi       | FN             | 62           | 1,18         |             |             |
|                                                   |                    |                |              |              |             |             |
| Inscrits                                          | Inscrits           | Inscrits       | 7 556        | 100,00       | 7 556       | 100,00      |
| Abstentions                                       | Abstentions        | Abstentions    | 2 218        | 29,35        | 2 415       | 31,96       |
| Votants                                           | Votants            | Votants        | 5 338        | 70,65        | 5 141       | 68,04       |
| Blancs ou nuls                                    | Blancs ou nuls     | Blancs ou nuls | 95           | 1,78         | 211         | 4,10        |
| Exprimés                                          | Exprimés           | Exprimés       | 5 243        | 98,22        | 4 930       | 95,89       |
| Source : Le Monde, éditions des 24 et 30 mai 2000 |                    |                |              |              |             |             |

### Canton d'Équeurdreville-Hainneville(Manche)
| Candidat                                          | Candidat        | Parti          | Premier tour | Premier tour | Second tour | Second tour |
| Candidat                                          | Candidat        | Parti          | Voix         | %            | Voix        | %           |
| ------------------------------------------------- | --------------- | -------------- | ------------ | ------------ | ----------- | ----------- |
|                                                   | Pierre Bihet    | PS             | 2 321        | 44,58        | 2 999       | 63,67       |
|                                                   | Régine Samson   | DVD (Maj.dép.) | 1 123        | 21,57        | 1 711       | 36,33       |
|                                                   | Daniel Bosquet  | Verts          | 803          | 15,42        |             |             |
|                                                   | Pascal Dorange  | PCF            | 452          | 8,68         |             |             |
|                                                   | Raymond Lecœur  | FN             | 285          | 5,47         |             |             |
|                                                   | Anne-Marie Jean | MNR            | 222          | 4,26         |             |             |
|                                                   |                 |                |              |              |             |             |
| Inscrits                                          | Inscrits        | Inscrits       | 17 238       | 100,00       | 17 238      | 100,00      |
| Abstentions                                       | Abstentions     | Abstentions    | 11 810       | 68,51        | 12 145      | 70,45       |
| Votants                                           | Votants         | Votants        | 5 428        | 31,49        | 5 093       | 29,55       |
| Blancs ou nuls                                    | Blancs ou nuls  | Blancs ou nuls | 222          | 4,09         | 383         | 7,52        |
| Exprimés                                          | Exprimés        | Exprimés       | 5 206        | 95,91        | 4 710       | 92,48       |
| Source : Le Monde, éditions des 24 et 30 mai 2000 |                 |                |              |              |             |             |

### Canton de Poligny(Jura)
| Candidat                                          | Candidat               | Parti          | Premier tour | Premier tour | Second tour | Second tour |
| Candidat                                          | Candidat               | Parti          | Voix         | %            | Voix        | %           |
| ------------------------------------------------- | ---------------------- | -------------- | ------------ | ------------ | ----------- | ----------- |
|                                                   | Jean-François Gaillard | UDF            | 1 537        | 45,96        | 2 229       | 62,28       |
|                                                   | Attale Mottet-Boesch   | Verts          | 587          | 17,55        | 1 350       | 37,72       |
|                                                   | Jean-Louis Olivier     | PCF (app.)     | 507          | 15,16        |             |             |
|                                                   | Roland Chaillon        | PS             | 497          | 14,86        |             |             |
|                                                   | René Bach              | FN             | 216          | 6,46         |             |             |
|                                                   |                        |                |              |              |             |             |
| Inscrits                                          | Inscrits               | Inscrits       | 6 892        | 100,00       | 6 892       | 100,00      |
| Abstentions                                       | Abstentions            | Abstentions    | 3 350        | 48,61        | 3 050       | 44,25       |
| Votants                                           | Votants                | Votants        | 3 542        | 51,39        | 3 842       | 55,75       |
| Blancs ou nuls                                    | Blancs ou nuls         | Blancs ou nuls | 198          | 5,59         | 263         | 6,84        |
| Exprimés                                          | Exprimés               | Exprimés       | 3 344        | 94,41        | 3 579       | 93,15       |
| Source : Le Monde, éditions des 24 et 30 mai 2000 |                        |                |              |              |             |             |

### Canton de Saint-Étienne-de-Baïgorry(Pyrénées-Atlantiques)
| Candidat                                          | Candidat                     | Parti          | Premier tour | Premier tour | Second tour | Second tour |
| Candidat                                          | Candidat                     | Parti          | Voix         | %            | Voix        | %           |
| ------------------------------------------------- | ---------------------------- | -------------- | ------------ | ------------ | ----------- | ----------- |
|                                                   | Gabriel Dermit               | DVD            | 1 258        | 37,17        | 1 899       | 62,88       |
|                                                   | Jean-Michel Galant           | AB             | 622          | 18,38        | 1 121       | 37,12       |
|                                                   | Jean-François Tambourin      | DVD            | 616          | 18,20        | Retrait     | Retrait     |
|                                                   | Marie-Antoinette Etchebarren | DVD            | 612          | 18,09        | Retrait     | Retrait     |
|                                                   | Bernard Minondo              | PS             | 276          | 8,16         |             |             |
|                                                   |                              |                |              |              |             |             |
| Inscrits                                          | Inscrits                     | Inscrits       | 4 967        | 100,00       | 4 922       | 100,00      |
| Abstentions                                       | Abstentions                  | Abstentions    | 1 536        | 30,92        | 1 672       | 33,97       |
| Votants                                           | Votants                      | Votants        | 3 431        | 69,08        | 3 250       | 66,03       |
| Blancs ou nuls                                    | Blancs ou nuls               | Blancs ou nuls | 47           | 1,37         | 230         | 7,07        |
| Exprimés                                          | Exprimés                     | Exprimés       | 3 384        | 98,63        | 3 020       | 92,92       |
| Source : Le Monde, éditions des 24 et 30 mai 2000 |                              |                |              |              |             |             |

### Canton de Doudeville(Seine-Maritime)
| Candidat                                              | Candidat               | Parti          | Premier tour | Premier tour | Second tour | Second tour |
| Candidat                                              | Candidat               | Parti          | Voix         | %            | Voix        | %           |
| ----------------------------------------------------- | ---------------------- | -------------- | ------------ | ------------ | ----------- | ----------- |
|                                                       | Louison Tartarin       | DVD            | 970          | 31,15        | 1 547       | 58,09       |
|                                                       | Éric Malandrin         | DVD            | 872          | 28,00        | Retrait     | Retrait     |
|                                                       | Patrick Resse          | PS             | 557          | 17,89        | 1 116       | 41,91       |
|                                                       | Daniel Durécu          | DVG            | 280          | 8,99         |             |             |
|                                                       | Jean-Pierre Cavelier   | PCF            | 184          | 5,91         |             |             |
|                                                       | Jean-Pierre Destouesse | Verts          | 136          | 4,37         |             |             |
|                                                       | Bernard Maignan        | MNR            | 115          | 3,69         |             |             |
|                                                       |                        |                |              |              |             |             |
| Inscrits                                              | Inscrits               | Inscrits       | 5 491        | 100,00       | 5 490       | 100,00      |
| Abstentions                                           | Abstentions            | Abstentions    | 2 159        | 39,32        | 2 558       | 46,59       |
| Votants                                               | Votants                | Votants        | 3 332        | 60,68        | 2 932       | 53,41       |
| Blancs ou nuls                                        | Blancs ou nuls         | Blancs ou nuls | 218          | 6,54         | 269         | 9,17        |
| Exprimés                                              | Exprimés               | Exprimés       | 3 114        | 93,46        | 2 663       | 90,82       |
| Source : Le Monde, éditions des 30 mai et 7 juin 2000 |                        |                |              |              |             |             |

### Canton de Grand-Couronne(Seine-Maritime)
| Candidat                                              | Candidat         | Parti          | Premier tour | Premier tour | Second tour | Second tour |
| Candidat                                              | Candidat         | Parti          | Voix         | %            | Voix        | %           |
| ----------------------------------------------------- | ---------------- | -------------- | ------------ | ------------ | ----------- | ----------- |
|                                                       | Laurent Fabius   | PS             | 3 844        | 57,06        | 3 964       | 68,30       |
|                                                       | Pierre Colombel  | DVD            | 1 089        | 16,16        | 1 840       | 31,70       |
|                                                       | Martine Fauchard | Verts          | 537          | 7,97         |             |             |
|                                                       | Jacky Engrand    | FN             | 519          | 7,70         |             |             |
|                                                       | Bernard Mazier   | MNR            | 438          | 6,50         |             |             |
|                                                       | Christine Poupin | LCR            | 310          | 4,60         |             |             |
|                                                       |                  |                |              |              |             |             |
| Inscrits                                              | Inscrits         | Inscrits       | 19 493       | 100,00       | 19 486      | 100,00      |
| Abstentions                                           | Abstentions      | Abstentions    | 12 338       | 63,29        | 13 170      | 67,59       |
| Votants                                               | Votants          | Votants        | 7 155        | 36,71        | 6 316       | 32,41       |
| Blancs ou nuls                                        | Blancs ou nuls   | Blancs ou nuls | 418          | 5,84         | 512         | 8,10        |
| Exprimés                                              | Exprimés         | Exprimés       | 6 737        | 94,16        | 5 804       | 91,89       |
| Source : Le Monde, éditions des 30 mai et 7 juin 2000 |                  |                |              |              |             |             |

### Canton de Luzy(Nièvre)
|                                                | Jean-Louis Rollot      | PS             | 1 255 | 52,42  |  |  |
|                                                | Jean Marie             | DIV            | 855   | 35,71  |  |  |
|                                                | Marc Le Mignon         | Verts          | 138   | 5,76   |  |  |
|                                                | Gaston Martin          | FN             | 99    | 4,14   |  |  |
|                                                | Arlette Arroyo-Malitte | PCF            | 47    | 1,96   |  |  |
|                                                |                        |                |       |        |  |  |
| Inscrits                                       | Inscrits               | Inscrits       | 4 130 | 100,00 |  |  |
| Abstentions                                    | Abstentions            | Abstentions    | 1 614 | 39,08  |  |  |
| Votants                                        | Votants                | Votants        | 2 516 | 60,92  |  |  |
| Blancs ou nuls                                 | Blancs ou nuls         | Blancs ou nuls | 122   | 4,85   |  |  |
| Exprimés                                       | Exprimés               | Exprimés       | 2 394 | 95,15  |  |  |
| Source : Le Monde, édition du 12 décembre 2000 |                        |                |       |        |  |  |

### Canton de Firminy(Loire)
| Candidat                                               | Candidat            | Parti          | Premier tour | Premier tour | Second tour | Second tour |
| Candidat                                               | Candidat            | Parti          | Voix         | %            | Voix        | %           |
| ------------------------------------------------------ | ------------------- | -------------- | ------------ | ------------ | ----------- | ----------- |
|                                                        | Marc Petit          | PCF            | 2 287        | 33,13        | 4 041       | 56,98       |
|                                                        | Marcel Doutre       | DVD            | 1 309        | 18,96        | 3 051       | 43,02       |
|                                                        | Jean-Paul Chartron  | PS             | 954          | 13,82        |             |             |
|                                                        | Dominique Moulinier | UDF            | 726          | 10,52        |             |             |
|                                                        | Franck Petit        | MNR            | 696          | 10,08        |             |             |
|                                                        | Jeannine Roure      | FN             | 524          | 7,59         |             |             |
|                                                        | Anne de Beaumont    | Verts          | 407          | 5,90         |             |             |
|                                                        |                     |                |              |              |             |             |
| Inscrits                                               | Inscrits            | Inscrits       | 22 608       | 100,00       | 22 608      | 100,00      |
| Abstentions                                            | Abstentions         | Abstentions    | 15 495       | 68,54        | 15 107      | 66,82       |
| Votants                                                | Votants             | Votants        | 7 113        | 31,46        | 7 501       | 33,18       |
| Blancs ou nuls                                         | Blancs ou nuls      | Blancs ou nuls | 210          | 2,95         | 409         | 5,45        |
| Exprimés                                               | Exprimés            | Exprimés       | 6 903        | 97,05        | 7 092       | 94,55       |
| Source : Le Monde, éditions des 12 et 19 décembre 2000 |                     |                |              |              |             |             |

### Canton de Saint-Germain-Laval(Loire)
| Candidat                                               | Candidat            | Parti          | Premier tour | Premier tour | Second tour | Second tour |
| Candidat                                               | Candidat            | Parti          | Voix         | %            | Voix        | %           |
| ------------------------------------------------------ | ------------------- | -------------- | ------------ | ------------ | ----------- | ----------- |
|                                                        | Vital Vernin        | DVD            | 827          | 42,63        | 916         | 46,15       |
|                                                        | André Cellier       | DVD            | 664          | 34,23        | 1 069       | 53,85       |
|                                                        | Henri Bourdelin     | PCF            | 185          | 9,54         |             |             |
|                                                        | Françoise Colombier | PS             | 184          | 9,48         |             |             |
|                                                        | Sébastien Chang     | DIV            | 80           | 4,12         |             |             |
|                                                        |                     |                |              |              |             |             |
| Inscrits                                               | Inscrits            | Inscrits       | 4 382        | 100,00       | 4 370       | 100,00      |
| Abstentions                                            | Abstentions         | Abstentions    | 2 396        | 54,68        | 2 289       | 52,38       |
| Votants                                                | Votants             | Votants        | 1 986        | 45,32        | 2 081       | 47,62       |
| Blancs ou nuls                                         | Blancs ou nuls      | Blancs ou nuls | 46           | 2,31         | 96          | 4,61        |
| Exprimés                                               | Exprimés            | Exprimés       | 1 940        | 97,68        | 1 985       | 95,39       |
| Source : Le Monde, éditions des 12 et 19 décembre 2000 |                     |                |              |              |             |             |